# Jay Chou

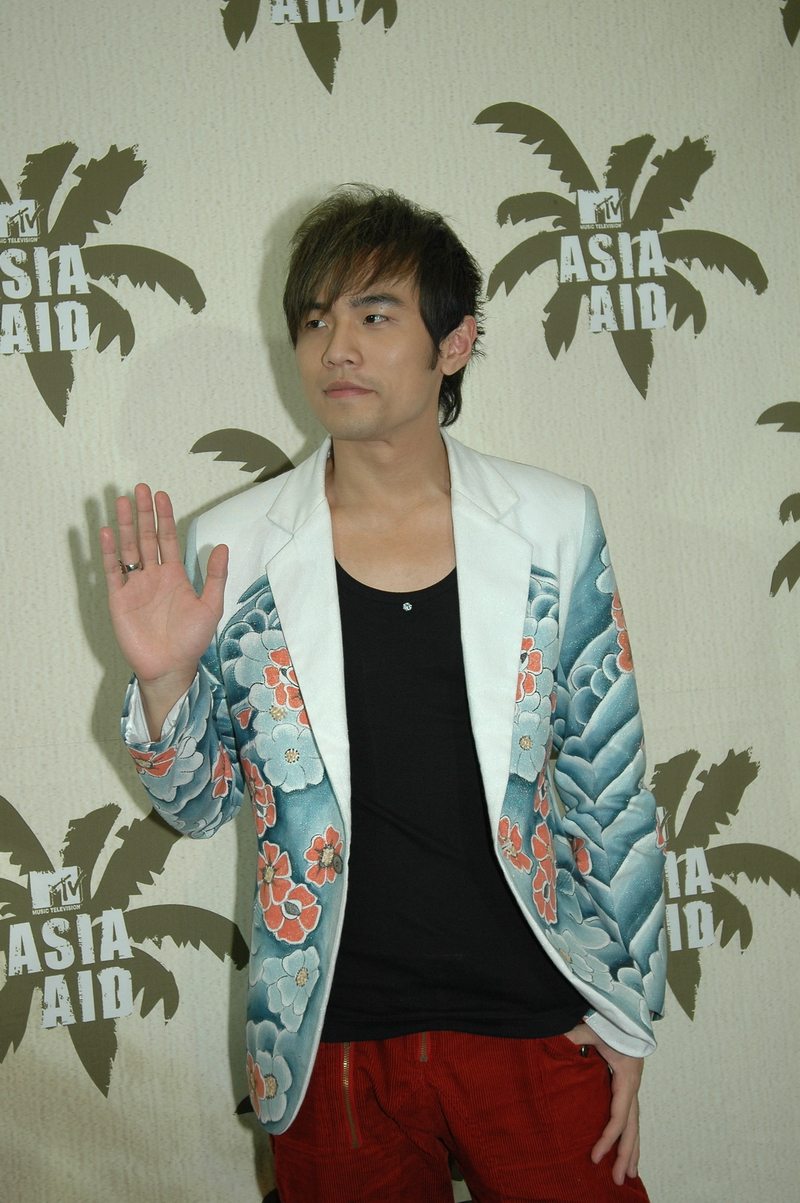
Jay Chou

Jay Chou (chinês tradicional: 周杰倫, Chinês simplificado: 周杰伦, pinyin: Zhōu Jiélún, n. 18 de janeiro de 1979) é um popular músico Chinês especialista no estilo R&B e rap. Foi o ator principal do filme Initial D. Em 2011 estrelou O Besouro Verde (The Green Hornet), onde interpreta Kato, o fiel escudeiro do personagem-título de Seth Rogen. Em 2016 participou como Li, em Truque de Mestre o Segundo Ato (Now You See Me 2).